# Dąbrowa (Rozkochów)
Dąbrowa – część wsi Rozkochów w Polsce położona w województwie małopolskim, w powiecie chrzanowskim, w gminie Babice.
W latach 1975–1998 Dąbrowa położona była w województwie katowickim.